# 漢堡法姆斯 (加利福尼亞州)
漢堡法姆斯（英語：Hamburg Farms）是位於美國加利福尼亞州默塞德縣的一個非建制地區。該地的面積和人口皆未知。

## 地理
漢堡法姆斯的座標為37°52′46″N 120°45′50″W / 37.87944°N 120.76389°W，而該地的平均海拔高度為69米（即226英尺）。